# Buah Saidy
Buah Saidy (* 20. Jahrhundert) ist ein gambischer Ökonom. Er ist Zentralbank-Gouverneur im westafrikanischen Staat Gambia.

## Leben
Saidy war zunächst als wissenschaftlicher Ökonom bei der Zentralbank. Später übernahm er eine Tätigkeit als leitender Berater in der Zentrale des Internationalen Währungsfonds (IWF) in Washington, DC. Dann war er Staatssekretär im Finanzministerium (permanent secretary).
Am 1. Oktober 2020 wurde er, als Nachfolger von Bakary Jammeh, als Gouverneur der Zentralbank von Gambia ernannt.